# Flame of the Argentine
Flame of the Argentine è un film muto del 1926 diretto da Edward Dillon. Prodotto dalla Robertson-Cole Pictures Corporation, aveva come interpreti Evelyn Brent, Orville Caldwell, Frank Leigh, Daniel Makarenko, Rosita Marstini, Evelyn Selbie, Florence Turner.

## Trama
Doña Aguila, proprietaria di un vasto ranch e di una preziosa miniera di smeraldi in Argentina, rimpiange continuamente la scomparsa della figlia Conchita. Il suo manager, Emilio Tovar, che la sta derubando, durante un viaggio a New Orleans dove si trova per vendere alcuni degli smeraldi rubati, ha l'idea di mettersi società con Inez Remírez, una bella pianista di cabaret, che lui convince a impersonare la figlia morta, promettendole metà dell'eredità di doña Aguila. Uno sconosciuto, tale Dan Prescott, si unisce ai due dei quali ha conquistata la fiducia e li accompagna nel viaggio di ritorno al ranch. Quando però Inez conosce doña Aguila, commossa dalla sua gentilezza, si pente del raggiro in cui sta per fare cadere la povera signora e rifiuta di portare a termine il piano. Tovar e i suoi attaccano il ranch per impadronirsi di una preziosa collana di smeraldi e Inez si riscatta andando a cercare aiuto a cavallo. Prescott, che si rivela essere in realtà un agente delle assicurazioni, conquista il cuore di Inez, mentre doña Aguila decide di adottare la giovane come sua figlia.

## Produzione
Il film fu prodotto dalla Robertson-Cole Pictures Corporation.

## Distribuzione
Il copyright del film, richiesto dalla R-C Pictures Corp., fu registrato l'11 luglio 1926 con il numero LP22891. Nello stesso giorno, distribuito dalla Film Booking Offices of America e presentato da Joseph P. Kennedy, il film uscì nelle sale statunitensi. La Ideal Films Ltd. lo distribuì nel Regno Unito il 26 maggio 1928. In Brasile, il film prese il titolo Chamas da Argentina.
Non si conoscono copie ancora esistenti della pellicola che viene considerata presumibilmente perduta.